# Kilgore
Kilgore er titlen på Animas musikalbum, udgivet i 1980. Albummet er kun udgivet som LP i sin fulde længde. 
Kilgore er indspillet i Studio 39 i december 1979 og marts 1980 - bortset fra nummeret "Untitled", der er indspillet i 1978.
Nummeret "Anima" er en kortere og elektrificeret version af den 9½ minutter lange akustiske indspilning på Kenneth Knudsens album Anima fra 1979. 

## Spor

### Side 1
1. "Windows" (Kenneth Knudsen)
2. "Anima" (Kenneth Knudsen)
3. "Untitled" (Kenneth Knudsen) (indspillet i 1978)
4. "Pieces" (Kenneth Knudsen)

### Side 2
1. "Pitched Air" (Kenneth Knudsen)
2. "Valse du soir" (Kenneth Knudsen)
3. "Tapes" (redigeret af Michael Friis)
4. "Circles" (Kenneth Knudsen)
5. "The Rest of Your Life" (Michael Friis)

## Musikere
- Kenneth Knudsen: Keyboards
- Mikkel Nordsø: Guitar
- Michael Friis: Bas
- Ole Theill: Trommer
- Cy Nicklin Vokal